# Таканышский район
Таканышский район (тат. Тәкәнеш районы) — упразднённая административно-территориальная единица в составе Татарской АССР, существовавшая в 1930—1932 и 1935—1963 годах. Административный центр — село Нижний Таканыш. 

## История
Таканышский район был образован 10 августа 1930 года на части территории бывшего Мамадышского кантона.
1 января 1932 года район был упразднён, а 10 февраля 1935 года восстановлен.
По данным на 1945 год район имел площадь 1,0 тыс. км² и делился на 33 сельсовета: Абдинский, Важашурский, Васильевский, Вахитовский, Верхне-Искубашский, Верхне-Шуньский, Гурьевский, Ишкеевский, Каркаусский, Кляушский, Нижне-Арбашский, Нижне-Билятлинский, Нижне-Искубашский, Нижне-Кузгунчинский, Нижне-Русский, Нижне-Таканышский, Нижне-Учинский, Нижне-Шандерский, Никифоровский, Олуязский, Пойкинский, Танельский, Татарско-Тулбичский, Ташлы-Елгинский, Тогузинский, Тулбаевский, Туркашский, Уркушский, Урясбашский, Чаксинский, Чарлинский, Шадчинский, Ятмас-Дусаевский.
С 8 мая 1952 по 30 апреля 1953 Таканышский район входил в состав Казанской области.
4 января 1963 года Таканышский район был упразднён, а его территория вошла в Мамадышский район.